# Nissan R390 GT1
 Nissan R390 GT1, foi um carro de Le Mans, desenhado para competir nas 24 horas de Le Mans de 1997 e 1998, para competir, segundo as homologações, pela classe Gran Turismo. A sua versão para ruas, se chama "Road Version"  mas ao contrário da versão de rua para o Porsche 911 GT1, esta não chegou a ser vendida ao público.  Possuía um motor Nissan vhr35l de 3.5l biturbo que lhe rendiam 550hp e 639 nm de torque o que levava o carro a aceleração máxima de 354 km/h e aceleração de 0 a 100 em 3.9 segundos ! 